# (9423) Abt
(9423) Abt (1996 AT7) – planetoida z pasa głównego asteroid okrążająca Słońce w ciągu 4,43 lat w średniej odległości 2,69 j.a. Odkryta 12 stycznia 1996 roku.